# Heliophorus kohimensis
Heliophorus kohimensis är en fjärilsart som beskrevs av Robert Christopher Tytler 1912. Heliophorus kohimensis ingår i släktet Heliophorus och familjen juvelvingar. Inga underarter finns listade i Catalogue of Life.